# Traylor Howard
Traylor Howard (* 14. června 1966, Orlando, Florida, USA) je americká herečka, která se proslavila rolí Layly ve filmu Já, mé druhé já a Irena.

## Filmografie
- 2005–2009 Můj přítel Monk (TV seriál) – Natalie Teeger
- 2000 Já, mé druhé já a Irena – Layla Baileygates